# João Rafael Ferreira
João Rafael de Barros Ferreira (ur. 17 marca 1993) – brazylijski siatkarz, grający na pozycji przyjmującego, reprezentant Brazylii. 

## Przebieg kariery
| Lata                      | Klub                                    |
| ------------------------- | --------------------------------------- |
| 2011–2013                 | Medley/Campinas                         |
| 2013–2015                 | Minas Tênis Clube                       |
| 2015–2017                 | Exprivia Molfetta                       |
| 2017–2018                 | SESC/Rio de Janeiro                     |
| 2018–2019                 | Globo Banca Popolare del Frusinate Sora |
| 2019                      | Al Arabi Ad-Dauha                       |
| 2019–2020 (do 28.02.2020) | Globo Banca Popolare del Frusinate Sora |
| 2020 (od 28.02.2020)      | Tours VB                                |
| 2020–2021                 | Funvic/Taubaté                          |
| 2021–2022 (do 24.03.2022) | Gioiella Prisma Taranto                 |
| 2022–                     | Tours VB                                |

## Sukcesy klubowe
Klubowe Mistrzostwa Ameryki Południowej:
- 2014

Mistrzostwo Brazylii:
- 2021
- 2018

Superpuchar Brazylii:
- 2020

Puchar Francji:
- 2023[5]

Mistrzostwo Francji:
- 2023[6]

## Sukcesy reprezentacyjne
Puchar Panamerykański Kadetów:
- 2011

Puchar Panamerykański U-23:
- 2012

Mistrzostwa Ameryki Południowej Juniorów:
- 2012

Igrzyska Panamerykańskie:
- 2015

Puchar Panamerykański:
- 2015

Mistrzostwa Ameryki Południowej:
- 2021

## Nagrody indywidualne
- 2011: Najlepszy atakujący Pucharu Panamerykańskiego Kadetów
- 2012: MVP i najlepszy przyjmujący Mistrzostw Ameryki Południowej Juniorów